# Не молчи (альбом)
«Не молчи» — восьмой студийный альбом российского поп-певца Димы Билана, выпущенный 2 октября 2015 года. В альбом вошли 15 треков, среди которых присутствуют дуэты с Джиганом (песня «Крик моей души») и Маргаритой Позоян (песня «Голос тишины»). Часть песен альбома написано самим Биланом.
12 февраля вышла делюкс-версия альбома. В ней была представлена новая песня «Неделимые», а также три live-записи с концерта в Crocus City Hall.

## Список композиций
| №                   | Название                                                  | Длительность    |
| ------------------- | --------------------------------------------------------- | --------------- |
| 1.                  | «Не молчи»                                                | 3:52            |
| 2.                  | «Телепорт»                                                | 3:15            |
| 3.                  | «Малыш»                                                   | 3:32            |
| 4.                  | «Люби меня»                                               | 3:24            |
| 5.                  | «Лабиринты»                                               | 3:38            |
| 6.                  | «Крик моей души (feat. Джиган)»                           | 3:20            |
| 7.                  | «Ты как время»                                            | 4:04            |
| 8.                  | «Trouble»                                                 | 3:12            |
| 9.                  | «Часы»                                                    | 2:59            |
| 10.                 | «Болен тобой»                                             | 3:41            |
| 11.                 | «Голос тишины (feat. Маргарита Позоян)»                   | 3:29            |
| 12.                 | «Да ладно»                                                | 3:50            |
| 13.                 | «Написать тебе песню»                                     | 3:17            |
| 14.                 | «Люди летают»                                             | 3:24            |
| 15.                 | «Когда растает лёд (из шоу «Снежный король»)»             | 4:07            |
| 16.                 | «Неделимые (Deluxe Version)»                              | 3:54            |
| 17.                 | «Телепорт (Live in Crocus Sity Hall (Deluxe Version)»     | 3:10            |
| 18.                 | «Ты как время (Live in Crocus Sity Hall (Deluxe Version)» | 4:05            |
| 19.                 | «Trouble (Live in Crocus Sity Hall (Deluxe Version)»      | 3:52            |
| Общая длительность: | Общая длительность:                                       | 53:04 (1:08:05) |

## Критика
Алексей Мажаев из InterMedia в своей рецензии отмечает, что именно в этом альбоме «Билан возвращается к более традиционной для себя музыке». «Альбом „Не молчи“ в результате звучит очень ровненько и, похоже, предназначается для преданных фанатов Билана, которым их кумир нравится в любом виде, даже не в очень хитовом. Каких-то посторонних слушателей ему привлечь на этот раз будет сложно» — отмечает Алексей. Так же он считает, что «Не молчи» — проходной альбом артиста, точнее сборник медленных композиций.

## Награды и премии
| Год  | Премия             | Номинированная работа | Категория       | Результат |
| ---- | ------------------ | --------------------- | --------------- | --------- |
| 2016 | Премия Муз-Тв 2016 | Альбом «Не молчи»     | «Лучший альбом» | Победа    |
| 2016 | Премия Муз-Тв 2016 | Видеоклип «Не молчи»  | «Лучшее видео»  | Победа    |